# Waialua
Waialua ist ein Census-designated place im Waialua District an der North Shore der Hawaii-Insel Oʻahu mit rund 3600 Einwohnern. Er grenzt im Osten an Haleʻiwa. Der vorwiegende Wirtschaftszweig ist die Landwirtschaft.

## Geschichte

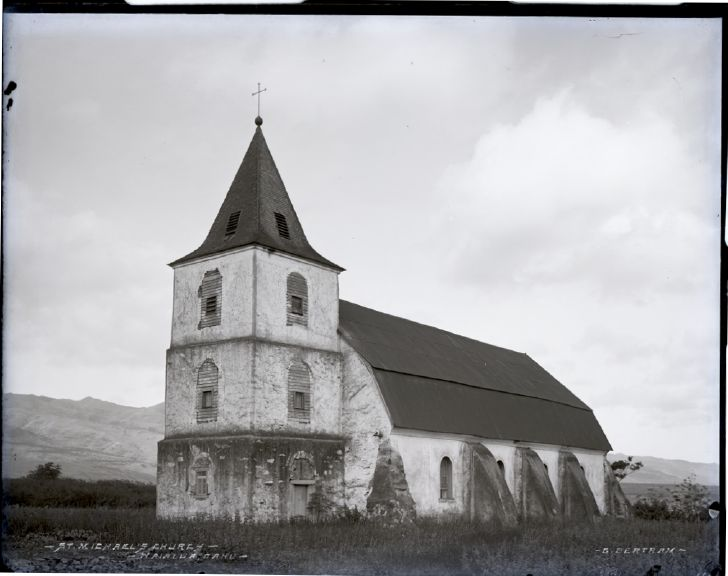
St. Michael’s Church (1883)

Im Jahr 1853 errichteten französische Missionare in Waialua die erste katholische Kirche an der North Shore auf einem Grundstück, das ihnen von König Kamehameha IV. übertragen wurde. Als Baumaterial benutzten sie Steine aus der Umgebung sowie Korallen, die sie zu Kalk zermahlten. Die wirtschaftliche Entwicklung des Ortes geht auf die Waialua Sugar Plantation zurück, die 1865 große Teile des Landes der Umgebung aufkaufte und begann Zuckerrohrplantagen anzulegen. 1898 wurde sie von dem Unternehmen Castle and Cooke übernommen, im gleichen Jahr wurde die Eisenbahn der Oahu Railway and Land Company bis Waialua fertig gestellt. Die benötigten Arbeitskräfte für die Plantagen kamen aus Japan, China und den Philippinen. Die Plantagen der Waialua Sugar Company, Teil der Dole Food Company, waren als letzte Zuckerrohrplantagen der Insel bis 1996 in Betrieb. Die Zuckerfabrik wurde in ein Einkaufszentrum  umgewandelt. In den 2010er Jahren haben sich im Ort immer mehr alternative Farmer und Biobauern angesiedelt, wie Botaniker Gabriel Sachter-Smith, der auf einer Farm in Waialua eine „Banana Library“ mit den verschiedensten afrikanischen, asiatischen, pazifischen und hawaiischen Bananensorten angelegt hat und neue Sorten züchtet.

## Demographie
Waialua hat 3587 Einwohner (Schätzung 2018), die sich zusammensetzen aus: 43,2 Asiaten, 25,1 % Weiße, 24,6 % gemischtrassig sowie 6,3 % Hawaiier und andere Polynesier. Das mittlere Jahreseinkommen beträgt bei Männern 52.648 US-Dollar, bei Frauen 40.345 US-Dollar.

## Besonderes

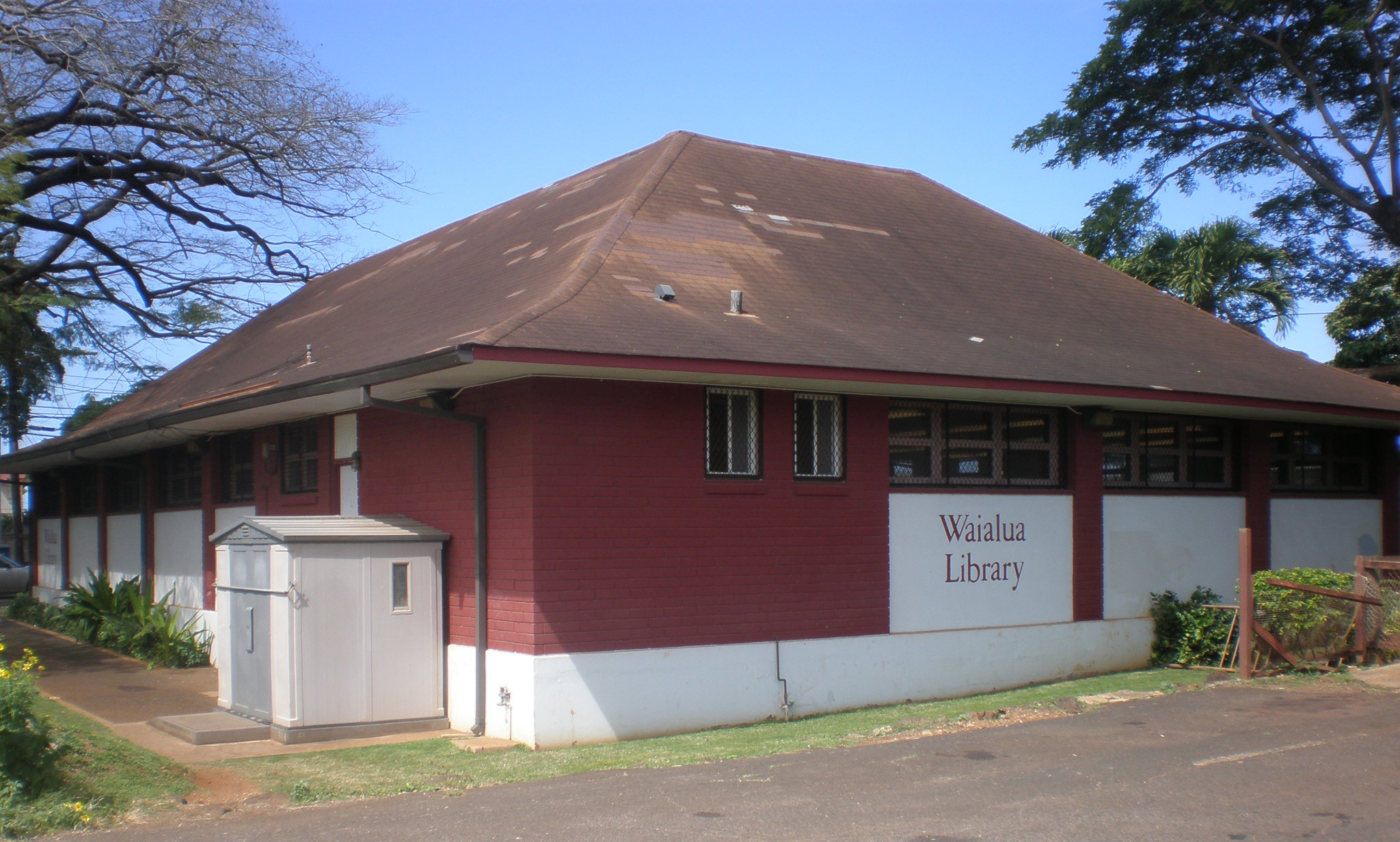
Waialua Library

Waialua verfügt über die kleinste öffentliche Bibliothek von Oʻahu. Sie wurde 1927 als „Waialua Community Station“ eröffnet. Im Jahr 1997 zeichnete sie die American Library Association mit dem Preis für die „beste kleine, ländliche Bibliothek der Vereinigten Staaten“ aus.

## Persönlichkeiten
- Pua Kealoha (1902–1989), Schwimmer